# Mikko Markkula
Mikko Antero Markkula (Hämeenlinna, 3 gennaio 1981) è un copilota di rally finlandese, dal 2015 gareggia in coppia con Teemu Suninen.
È figlio di Jaakko, copilota di Timo Salonen nella seconda metà degli anni 70.

## Palmarès
2010
- - International Rally Challenge, con Juho Hänninen su Škoda Fabia S2000.

2011
- - Campionato mondiale S-WRC, con Juho Hänninen su Škoda Fabia S2000.

2012
- - Campionato Europeo Rally, con Juho Hänninen su Škoda Fabia S2000.

### Risultati nel PWRC/WRC-3
| Nº | Anno | Rally              | Pilota        | Vettura                  | Squadra              |
| -- | ---- | ------------------ | ------------- | ------------------------ | -------------------- |
| 1  | 2008 | Rally di Svezia    | Juho Hänninen | Mitsubishi Lancer Evo IX | Ralliart New Zealand |
| 2  | 2008 | Rally di Finlandia | Juho Hänninen | Mitsubishi Lancer Evo IX | Ralliart New Zealand |
| 3  | 2008 | Rally del Giappone | Juho Hänninen | Mitsubishi Lancer Evo IX | Ralliart New Zealand |
| 4  | 2015 | Rally di Sardegna  | Teemu Suninen | Citroën DS3 R3 Max       | Team Oreca           |

### Risultati nel S-WRC/WRC-2
| Nº | Anno | Rally                  | Pilota        | Vettura              | Squadra                  |
| -- | ---- | ---------------------- | ------------- | -------------------- | ------------------------ |
| 1  | 2010 | Rally di Finlandia     | Juho Hänninen | Škoda Fabia S2000    | -                        |
| 2  | 2011 | Rally dell'Acropoli    | Juho Hänninen | Škoda Fabia S2000    | Red Bull Škoda           |
| 3  | 2011 | Rally di Finlandia     | Juho Hänninen | Škoda Fabia S2000    | Red Bull Škoda           |
| 4  | 2015 | Rally di Gran Bretagna | Teemu Suninen | Škoda Fabia S2000    | TGS Worldwide            |
| 5  | 2016 | Rally del Messico      | Teemu Suninen | Škoda Fabia R5       | TGS Worldwide            |
| 6  | 2016 | Rally di Sardegna      | Teemu Suninen | Škoda Fabia R5       | Team Oreca               |
| 7  | 2016 | Rally di Polonia       | Teemu Suninen | Škoda Fabia R5       | Team Oreca               |
| 8  | 2017 | Rally di Catalogna     | Teemu Suninen | Ford Fiesta R5       | M-Sport World Rally Team |
| 9  | 2022 | Rally di Catalogna     | Teemu Suninen | Hyundai i20 N Rally2 | Hyundai Motorsport N     |

## Risultati nel mondiale rally

### WRC
| 2001 | Scuderia | Vettura                   |  |  |  |  |  |  |  |  |     |  |  |  |  |  |  |  | Punti | Pos. |
| ---- | -------- | ------------------------- |  |  |  |  |  |  |  |  | --- |  |  |  |  |  |  |  | ----- | ---- |
| 2001 |          | Mitsubishi Lancer Evo III |  |  |  |  |  |  |  |  | Rit |  |  |  |  |  |  |  | 0     |      |

| 2002 | Scuderia | Vettura                  |  |  |  |  |  |  |  |  |    |  |  |  |  |  |  |  | Punti | Pos. |
| ---- | -------- | ------------------------ |  |  |  |  |  |  |  |  | -- |  |  |  |  |  |  |  | ----- | ---- |
| 2002 |          | Mitsubishi Lancer Evo VI |  |  |  |  |  |  |  |  | 16 |  |  |  |  |  |  |  | 0     |      |

| 2003 | Scuderia | Vettura                                        |  |     |  |  |  |  |  |  |  |  |  |  |    |    |  |  | Punti | Pos. |
| ---- | -------- | ---------------------------------------------- |  | --- |  |  |  |  |  |  |  |  |  |  | -- | -- |  |  | ----- | ---- |
| 2003 |          | Suzuki Ignis S1600 e Mitsubishi Lancer Evo VII |  | Rit |  |  |  |  |  |  |  |  |  |  | 25 | 23 |  |  | 0     |      |

| 2004 | Scuderia | Vettura                   |  |  |  |  |  |  |  |  |     |  |  |  |  |  |  |  | Punti | Pos. |
| ---- | -------- | ------------------------- |  |  |  |  |  |  |  |  | --- |  |  |  |  |  |  |  | ----- | ---- |
| 2004 |          | Mitsubishi Lancer Evo VII |  |  |  |  |  |  |  |  | Rit |  |  |  |  |  |  |  | 0     |      |

| 2005 | Scuderia         | Vettura         |  |     |  |     |    |   |    |     |  |    |  |  |  |  |  |  | Punti | Pos. |
| ---- | ---------------- | --------------- |  | --- |  | --- | -- | - | -- | --- |  | -- |  |  |  |  |  |  | ----- | ---- |
| 2005 | Škoda Motorsport | Škoda Fabia WRC |  | Rit |  | Rit | 13 | 9 | 13 | Rit |  | 10 |  |  |  |  |  |  | 0     |      |

| 2006 | Scuderia | Vettura                                   |  |    |  |    |    |  |  |  |     |   |  |  |  |  |  |  | Punti | Pos. |
| ---- | -------- | ----------------------------------------- |  | -- |  | -- | -- |  |  |  | --- | - |  |  |  |  |  |  | ----- | ---- |
| 2006 |          | Renault Clio Ragnotti e Citroën Xsara WRC |  | 26 |  | 49 | 47 |  |  |  | Rit | 6 |  |  |  |  |  |  | 3     | 24º  |

| 2007 | Scuderia   | Vettura                                             |  |    |    |  |  |    |   |     |     |  |    |    |  |    |  |    | Punti | Pos. |
| ---- | ---------- | --------------------------------------------------- |  | -- | -- |  |  | -- | - | --- | --- |  | -- | -- |  | -- |  | -- | ----- | ---- |
| 2007 | RRE Sports | Mitsubishi Lancer Evo IX e Mitsubishi Lancer WRC 05 |  | SQ | 17 |  |  | 11 | 8 | Rit | Rit |  | 19 | SQ |  | 23 |  | 14 | 1     | 23º  |

| 2008 | Scuderia             | Vettura                  |  |   |  |  |  |  |    |  |    |  |    |    |    |    |     |  | Punti | Pos. |
| ---- | -------------------- | ------------------------ |  | - |  |  |  |  | -- |  | -- |  | -- | -- | -- | -- | --- |  | ----- | ---- |
| 2008 | Ralliart New Zealand | Mitsubishi Lancer Evo IX |  | 8 |  |  |  |  | 20 |  | 13 |  | 14 | 29 | 24 | 10 | Rit |  | 1     | 19º  |

| 2009 | Scuderia | Vettura           |  |  |  |  |  |  |  |  |    |  |  |  |  |  |  |  | Punti | Pos. |
| ---- | -------- | ----------------- |  |  |  |  |  |  |  |  | -- |  |  |  |  |  |  |  | ----- | ---- |
| 2009 |          | Škoda Fabia S2000 |  |  |  |  |  |  |  |  | 10 |  |  |  |  |  |  |  | 0     |      |

| 2010 | Scuderia | Vettura           |  |  |  |  |  |     |  |   |  |  |  |  |  |  |  |  | Punti | Pos. |
| ---- | -------- | ----------------- |  |  |  |  |  | --- |  | - |  |  |  |  |  |  |  |  | ----- | ---- |
| 2010 |          | Škoda Fabia S2000 |  |  |  |  |  | Rit |  | 9 |  |  |  |  |  |  |  |  | 2     | 21º  |

| 2011 | Scuderia       | Vettura           |  |   |  |  |   |  |   |    |    |  |    |    |  |  |  |  | Punti | Pos. |
| ---- | -------------- | ----------------- |  | - |  |  | - |  | - | -- | -- |  | -- | -- |  |  |  |  | ----- | ---- |
| 2011 | Red Bull Škoda | Škoda Fabia S2000 |  | 8 |  |  | 8 |  | 8 | 10 | 20 |  | 26 | 10 |  |  |  |  | 14    | 16º  |

| 2013 | Scuderia                 | Vettura               |  |  |  |   |   |   |     |    |  |  |  |     |   |  |  |  | Punti | Pos. |
| ---- | ------------------------ | --------------------- |  |  |  | - | - | - | --- | -- |  |  |  | --- | - |  |  |  | ----- | ---- |
| 2013 | Volkswagen Motorsport II | Volkswagen Polo R WRC |  |  |  | 6 | 8 | 4 | Rit | 10 |  |  |  | Rit | 5 |  |  |  | 36    | 11º  |

| 2014 | Scuderia                 | Vettura               |   |   |    |   |   |  |  |  |  |  |  |  |  |  |  |  | Punti | Pos. |
| ---- | ------------------------ | --------------------- | - | - | -- | - | - |  |  |  |  |  |  |  |  |  |  |  | ----- | ---- |
| 2014 | Volkswagen Motorsport II | Volkswagen Polo R WRC | 7 | 2 | 19 | 4 | 4 |  |  |  |  |  |  |  |  |  |  |  | 48    | 9º   |

| 2015 | Scuderia                   | Vettura                                                |  |  |  |  |     |    |    |    |    |  |    |    |    |  |  |  | Punti | Pos. |
| ---- | -------------------------- | ------------------------------------------------------ |  |  |  |  | --- | -- | -- | -- | -- |  | -- | -- | -- |  |  |  | ----- | ---- |
| 2015 | Team Oreca e TGS Worldwide | Citroën DS3 R3 Max, Škoda Fabia S2000 e Ford Fiesta R5 |  |  |  |  | Rit | 34 | 19 | 54 | 19 |  | 18 | 37 | 11 |  |  |  | 0     |      |

| 2016 | Scuderia                   | Vettura        |    |    |   |  |    |   |    |    |    |  |    |    |    |  |  |  | Punti | Pos. |
| ---- | -------------------------- | -------------- | -- | -- | - |  | -- | - | -- | -- | -- |  | -- | -- | -- |  |  |  | ----- | ---- |
| 2016 | Team Oreca e TGS Worldwide | Škoda Fabia R5 | 12 | 10 | 9 |  | 45 | 8 | 11 | 10 | 56 |  | 15 | 27 | 14 |  |  |  | 8     | 18º  |

| 2017 | Scuderia                 | Vettura                          |  |    |  |   |  |    |  |   |   |    |   |    |  |  |  |  | Punti | Pos. |
| ---- | ------------------------ | -------------------------------- |  | -- |  | - |  | -- |  | - | - | -- | - | -- |  |  |  |  | ----- | ---- |
| 2017 | M-Sport World Rally Team | Ford Fiesta R5 e Ford Fiesta WRC |  | 10 |  | 8 |  | 12 |  | 6 | 4 | 16 | 8 | 31 |  |  |  |  | 29    | 15º  |

| 2018 | Scuderia     | Vettura        |    |   |    |  |   |    |    |   |   |   |     |    |     |  |  |  | Punti | Pos. |
| ---- | ------------ | -------------- | -- | - | -- |  | - | -- | -- | - | - | - | --- | -- | --- |  |  |  | ----- | ---- |
| 2018 | M-Sport Ford | Ford Fiesta R5 | 18 | 8 | 12 |  | 9 | 34 | 10 | 6 | 5 | 4 | Rit | 11 | Rit |  |  |  | 54    | 12º  |

| 2019 | Scuderia | Vettura         |  |    |  |  |  |  |  |  |  |  |  |  |  |  |  |  | Punti | Pos. |
| ---- | -------- | --------------- |  | -- |  |  |  |  |  |  |  |  |  |  |  |  |  |  | ----- | ---- |
| 2019 |          | Ford Fiesta WRC |  | 10 |  |  |  |  |  |  |  |  |  |  |  |  |  |  | 1     | 27º  |

| 2021 | Scuderia         | Vettura         |     |   |    |   |    |    |   |     |  |   |    |   |  |  |  |  | Punti | Pos. |
| ---- | ---------------- | --------------- | --- | - | -- | - | -- | -- | - | --- |  | - | -- | - |  |  |  |  | ----- | ---- |
| 2021 | M-Sport Ford WRT | Ford Fiesta WRC | Rit | 8 | 10 | 8 | 31 | NP | 6 | Rit |  | 8 | 11 | 6 |  |  |  |  | 29    | 11º  |

| 2022 | Scuderia             | Vettura              |  |  |  |     |    |  |   |    |  |    |  |    |    |  |  |  | Punti | Pos. |
| ---- | -------------------- | -------------------- |  |  |  | --- | -- |  | - | -- |  | -- |  | -- | -- |  |  |  | ----- | ---- |
| 2022 | Hyundai Motorsport N | Hyundai i20 N Rally2 |  |  |  | Rit | 38 |  | 9 | SQ |  | 17 |  | 11 | 83 |  |  |  | 9     | 20º  |

| 2023 | Scuderia                                | Vettura                                          |  |    |  |  |    |   |  |   |    |  |     |   |  |  |  |  | Punti | Pos. |
| ---- | --------------------------------------- | ------------------------------------------------ |  | -- |  |  | -- | - |  | - | -- |  | --- | - |  |  |  |  | ----- | ---- |
| 2023 | Hyundai Motorsport Hyundai Motorsport N | Hyundai i20 N Rally1 Hybrid Hyundai i20 N Rally2 |  | 15 |  |  | 10 | 6 |  | 5 | 43 |  | Rit | 6 |  |  |  |  | 42    | 9º   |

| 2024 | Scuderia | Vettura              |  |  |  |  |     |     |    |    |     |  |  |  |  |  |  |  | Punti | Pos. |
| ---- | -------- | -------------------- |  |  |  |  | --- | --- | -- | -- | --- |  |  |  |  |  |  |  | ----- | ---- |
| 2024 |          | Hyundai i20 N Rally2 |  |  |  |  | Rit | Rit | 19 | 32 | Rit |  |  |  |  |  |  |  | 0     |      |

| Legenda | 1º posto | 2º posto | 3º posto | A punti | Senza punti | Ritirato | Squalificato | NP=Non partito C=Gara cancellata | Apice=Power stage |

### S-WRC / WRC-2
| 2010 | Scuderia | Vettura           |  |  |  |  |  |  |  |   |  |  |  |  |  |  |  |  | Punti | Pos. |
| ---- | -------- | ----------------- |  |  |  |  |  |  |  | - |  |  |  |  |  |  |  |  | ----- | ---- |
| 2010 |          | Škoda Fabia S2000 |  |  |  |  |  |  |  | 1 |  |  |  |  |  |  |  |  | 25    | 10º  |

| 2011 | Scuderia       | Vettura           |  |   |  |  |   |  |   |   |   |  |   |   |  |  |  |  | Punti | Pos. |
| ---- | -------------- | ----------------- |  | - |  |  | - |  | - | - | - |  | - | - |  |  |  |  | ----- | ---- |
| 2011 | Red Bull Škoda | Škoda Fabia S2000 |  | 2 |  |  | 2 |  | 1 | 1 | 4 |  | 5 | 4 |  |  |  |  | 133   | 1º   |

| 2015 | Scuderia                   | Vettura                            |  |  |  |  |  |  |   |  |   |  |   |    |   |  |  |  | Punti | Pos. |
| ---- | -------------------------- | ---------------------------------- |  |  |  |  |  |  | - |  | - |  | - | -- | - |  |  |  | ----- | ---- |
| 2015 | Team Oreca e TGS Worldwide | Škoda Fabia S2000 e Ford Fiesta R5 |  |  |  |  |  |  | 6 |  | 6 |  | 5 | 13 | 1 |  |  |  | 51    | 9º   |

| 2016 | Scuderia                   | Vettura        |  |  |   |  |    |   |   |   |  |  |  |   |   |  |  |  | Punti | Pos. |
| ---- | -------------------------- | -------------- |  |  | - |  | -- | - | - | - |  |  |  | - | - |  |  |  | ----- | ---- |
| 2016 | Team Oreca e TGS Worldwide | Škoda Fabia R5 |  |  | 1 |  | 16 | 1 | 1 | 2 |  |  |  | 4 | 3 |  |  |  | 120   | 2º   |

| 2017 | Scuderia                 | Vettura        |  |   |  |   |  |   |  |  |  |   |   |    |  |  |  |  | Punti | Pos. |
| ---- | ------------------------ | -------------- |  | - |  | - |  | - |  |  |  | - | - | -- |  |  |  |  | ----- | ---- |
| 2017 | M-Sport World Rally Team | Ford Fiesta R5 |  | 2 |  | 2 |  | 2 |  |  |  | 7 | 1 | 13 |  |  |  |  | 85    | 3º   |

| 2018 | Scuderia         | Vettura        |   |  |  |  |  |  |  |  |  |  |  |  |  |  |  |  | Punti | Pos. |
| ---- | ---------------- | -------------- | - |  |  |  |  |  |  |  |  |  |  |  |  |  |  |  | ----- | ---- |
| 2018 | M-Sport Ford WRT | Ford Fiesta R5 | 3 |  |  |  |  |  |  |  |  |  |  |  |  |  |  |  | 15    | 26º  |

| 2022 | Scuderia             | Vettura              |  |  |  |     |    |  |   |    |  |     |  |   |   |  |  |  | Punti | Pos. |
| ---- | -------------------- | -------------------- |  |  |  | --- | -- |  | - | -- |  | --- |  | - | - |  |  |  | ----- | ---- |
| 2022 | Hyundai Motorsport N | Hyundai i20 N Rally2 |  |  |  | Rit | 25 |  | 2 | SQ |  | 102 |  | 1 | 2 |  |  |  | 68    | 6º   |

| 2023 | Scuderia             | Vettura              |  |   |  |  |   |   |  |  |  |  |  |  |  |  |  |  | Punti | Pos. |
| ---- | -------------------- | -------------------- |  | - |  |  | - | - |  |  |  |  |  |  |  |  |  |  | ----- | ---- |
| 2023 | Hyundai Motorsport N | Hyundai i20 N Rally2 |  | 6 |  |  | 5 | 2 |  |  |  |  |  |  |  |  |  |  | 36    | 10º  |

| 2024 | Scuderia | Vettura              |  |  |  |  |     |     |    |    |     |  |  |  |  |  |  |  | Punti | Pos. |
| ---- | -------- | -------------------- |  |  |  |  | --- | --- | -- | -- | --- |  |  |  |  |  |  |  | ----- | ---- |
| 2024 |          | Hyundai i20 N Rally2 |  |  |  |  | Rit | Rit | 11 | 15 | Rit |  |  |  |  |  |  |  | 0     |      |

| Legenda | 1º posto | 2º posto | 3º posto | A punti | Senza punti | Ritirato | Squalificato | NP=Non partito C=Gara cancellata | Apice=Power stage |

### PWRC / WRC-3
| 2001 | Scuderia | Vettura                   |  |  |  |  |  |  |  |  |     |  |  |  |  |  |  |  | Punti | Pos. |
| ---- | -------- | ------------------------- |  |  |  |  |  |  |  |  | --- |  |  |  |  |  |  |  | ----- | ---- |
| 2001 |          | Mitsubishi Lancer Evo III |  |  |  |  |  |  |  |  | Rit |  |  |  |  |  |  |  | 0     |      |

| 2007 | Scuderia   | Vettura                  |  |    |  |  |  |   |  |     |  |  |   |  |  |   |  |   | Punti | Pos. |
| ---- | ---------- | ------------------------ |  | -- |  |  |  | - |  | --- |  |  | - |  |  | - |  | - | ----- | ---- |
| 2007 | RRE Sports | Mitsubishi Lancer Evo IX |  | SQ |  |  |  | 3 |  | Rit |  |  | 7 |  |  | 7 |  | 2 | 18    | 5º   |

| 2008 | Scuderia             | Vettura                  |  |   |  |  |  |  |   |  |   |  |   |  |  |   |     |  | Punti | Pos. |
| ---- | -------------------- | ------------------------ |  | - |  |  |  |  | - |  | - |  | - |  |  | - | --- |  | ----- | ---- |
| 2008 | Ralliart New Zealand | Mitsubishi Lancer Evo IX |  | 1 |  |  |  |  | 7 |  | 1 |  | 5 |  |  | 1 | Rit |  | 36    | 2º   |

| 2015 | Scuderia   | Vettura            |  |  |  |  |     |   |  |    |  |  |  |  |  |  |  |  | Punti | Pos. |
| ---- | ---------- | ------------------ |  |  |  |  | --- | - |  | -- |  |  |  |  |  |  |  |  | ----- | ---- |
| 2015 | Team Oreca | Citroën DS3 R3 Max |  |  |  |  | Rit | 1 |  | 11 |  |  |  |  |  |  |  |  | 25    | 9º   |

| Legenda | 1º posto | 2º posto | 3º posto | A punti | Senza punti | Ritirato | Squalificato | NP=Non partito C=Gara cancellata | Apice=Power stage |

### Junior WRC
| 2003 | Scuderia | Vettura            |  |  |  |  |  |  |  |  |  |  |  |  |   |   |  |  | Punti | Pos. |
| ---- | -------- | ------------------ |  |  |  |  |  |  |  |  |  |  |  |  | - | - |  |  | ----- | ---- |
| 2003 |          | Suzuki Ignis S1600 |  |  |  |  |  |  |  |  |  |  |  |  | 6 | 3 |  |  | 9     |      |

| 2006 | Scuderia | Vettura               |  |   |  |    |    |  |  |  |     |  |  |  |  |  |  |  | Punti | Pos. |
| ---- | -------- | --------------------- |  | - |  | -- | -- |  |  |  | --- |  |  |  |  |  |  |  | ----- | ---- |
| 2006 |          | Renault Clio Ragnotti |  | 5 |  | 10 | 11 |  |  |  | Rit |  |  |  |  |  |  |  | 4     | 20º  |

| Legenda | 1º posto | 2º posto | 3º posto | A punti | Senza punti | Ritirato | Squalificato | NP=Non partito C=Gara cancellata | Apice=Power stage |